# Lacroix-Saint-Ouen
Lacroix-Saint-Ouen är en kommun i departementet Oise i regionen Hauts-de-France i norra Frankrike. Kommunen ligger i kantonen Compiègne-Sud-Est som tillhör arrondissementet Compiègne. År 2022 hade Lacroix-Saint-Ouen 5 175 invånare.

## Befolkningsutveckling
Antalet invånare i kommunen Lacroix-Saint-Ouen
| Referens: INSEE |